# Jessica Simpson
Jessica Ann Simpson (Abilene, Texas, 10 de julio de 1980) es una cantante, actriz y diseñadora de moda estadounidense.
Su reconocimiento en el mundo del espectáculo llegó a finales de los años noventa, cuando todavía era adolescente. En 1997 firmó con Columbia Records y dos años más tarde lanzó su álbum debut, Sweet Kisses, que recibió doble certificación de platino por RIAA, mientras sencillos como "I Wanna Love You Forever" y "I Think I'm In Love With You" se convirtieron en éxitos.
Su segundo álbum de estudio Irresistible apareció en la primavera de 2001, este álbum obtuvo ventas moderadas. En 2003, lanzó su tercer álbum, In This Skin del donde se desprendió "With You", el álbum logró obtener ventas multi-platinos a nivel mundial, siendo unos de los álbumes mejor vendidos dentro de su carrera. Poco después en 2004, lanzó su cuarto álbum de estudio Rejoyce: The Christmas Album, un disco navideño, con versiones de clásicos de canciones de Navidad. Después del lanzamiento del álbum, Jessica se separó del sello discográfico, y firma con Epic Records. Simpson no volvió a la música hasta 2006, con el lanzamiento de A Public Affair su quinto álbum de estudio. En el álbum Simpson se aventura en los géneros R&B, electropop, música disco y dirigida hacia un público más adulto. En septiembre de 2008, Do You Know, un disco que cambia radicalmente de estilo e incorpora influencias country, convirtiéndose en un éxito moderado dentro del género. Para fines de 2010, Jessica vuelve a grabar un disco de temática navideña, Happy Christmas su séptimo álbum de estudio, bajo Primary Wave Records. De acuerdo con Billboard, Simpson fue calificada n.º 95 en la lista de artistas de la década de 2000, y la artista n.º 86 de Billboard 200 artistas, lista que únicamente se base en las ventas de álbumes. Simpson tiene un total de ventas de discos en Australia de más de 426.000 copias y se ubicó en el n.º 113 en la lista de 1.000 artistas de ARIA Música (1980-2010). A partir de 2019, Simpson ha vendido más de 11 millones de discos en Estados Unidos y más de 20 millones de discos en todo el mundo.
Además de su carrera musical, Simpson también ha incursionado en el mundo de la actuación y el reality show. Su reality, Newlyweds: Nick and Jessica al lado de Nick Lachey se convirtió rápidamente en un fenómeno de la cultura pop Hizo su debut cinematográfico en la exitosa película The Dukes of Hazzard (2005), donde encarnó a Daisy Duke. Más tarde en 2006, apareció como Amy en la película de comedia Employee of the Month. Entre 2007 y 2008, Simpson apareció en las películas, Blonde Ambition y Private Valentine: Blonde & Dangerous. En 2010, se emite el segundo reality de Simpson The Price Of Beauty, dos años después se convierte en mentora del show sobre moda, Fashion Star y publicó sus memorias en 2020, Open Book, que alcanzó el número uno en la lista de Best Sellers del New York Times. En 2005, lanzó su línea de moda, Jessica Simpson Collection, con ganancias por más de 1 millón de dólares anuales.

## Biografía

### 1980—1997: primeros años e inicios de su carrera
Jessica Ann Simpson, nació el 10 de julio de 1980 en Abilene, Texas. Su padre Joe Simpson era psicólogo y ministro de la Iglesia Bautista local. Es hermana de la también cantante Ashlee Simpson. Con este entorno, era normal para Jessica participar en actividades de la iglesia y cantar en el coro, donde demostró su voz. Simpson a la edad de 12 años audicionó para la temporada 6 de The All New Mickey Mouse Club (M.M.C), (programa donde también audicionaron: Britney Spears y Christina Aguilera), cuando llegó a las finales, se paralizó, por lo que no consiguió entrar al programa. Más tarde una pequeña compañía discográfica Proclaim Records le prestó atención a su voz y le ofreció grabar un álbum. Jessica graba varias canciones, pero cuando el álbum estaba por salir a la venta, la empresa entró en bancarrota. Sin rendirse Joe Simpson llevó a su hija al circuito del Christian Youth Concert. Jessica cantaba y luego vendía su álbum casero luego de las actuaciones, titulado: Jessica. Los comentarios sobre Simpson y su disco casero se extendieron. Y lo más interesante fue: que no solo los fanáticos de la música cristiana escuchaban su música, sino también fanáticos del pop, que quedaban impresionados por su voz.
El éxito de la joven superó el circuito religioso y atrapó la atención de Tommy Mottola, presidente de Columbia Records. Jessica dejó claro que solo trabajaría con el si mantenía su identidad. En 1997, Jessica firma contrato con Columbia Records empresa de Sony Music.

### 1998—2002: primeros éxitos (bubblegum pop)

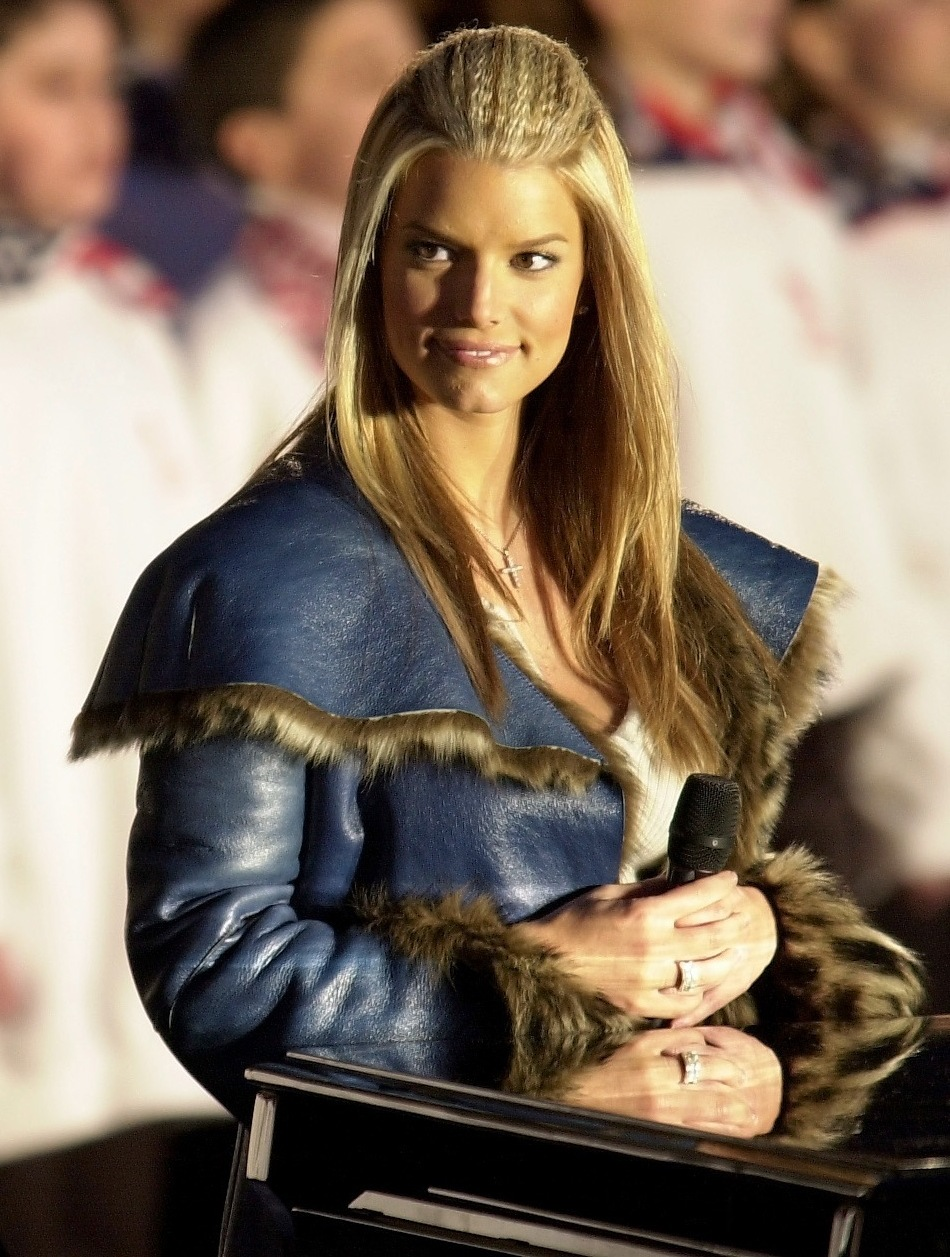
Jessica Simpson en la 54.ª apertura de Celebración Inaugural Presidencial, el 18 de enero de 2001.

Simpson comenzó a trabajar con productores como Louis Biancaniello, Robbie Nevil, Evan Rogers, y Cory Rooney. Biancaniello trabajó con Simpson en tres de las canciones del álbum, incluyendo "I Wanna Love You Forever", "Where You Are" y "Heart of Innocence". Rooney produjo la canción "I Think I'm In Love With You", que más tarde fue lanzado como tercer sencillo del álbum. Durante este tiempo, Simpson comenzó a salir con Nick Lachey. Simpson y Lachey grabaron un dueto; "Where You Are", que más tarde se convirtió en el segundo sencillo del álbum. Ella también trabajó con Destiny's Child, en la canción "Woman in Me".
Simpson también colaboró con Sam Watters para el álbum. Watters producen los sencillos "I Wanna Love You Forever" y "Where You Are", así como "Heart of Innocence". Watters también coescribió la canción "I Wanna Love You Forever", junto con Louis Biancaniello, Carl Sturken y Evan Rogers. A diferencia de los álbumes debut, de Aguilera y Spears, Sweet Kisses el álbum debut de Simpson, contendría una imagen de "apelación contra el sexo". El sencillo debut de Simpson, "I Wanna Love You Forever" fue lanzado el 28 de septiembre de 1999. El sencillo entró en el Top 10 del Billboard Hot 100, donde alcanzó el puesto N.º 3. "I Wanna Love You Forever" pasó a ser certificado Platino por la RIAA menos de tres meses después de su lanzamiento. Fuera de los Estados Unidos, el sencillo fue un éxito, ya que alcanzó el Top-ten en Noruega, Suecia, Reino Unido, Suiza, Bélgica, Canadá y Australia.  El álbum debut de Simpson, Sweet Kisses, fue lanzado el 23 de noviembre de 1999. El álbum debutó en el número 63 en el Billboard 200, vendiendo 65.000 copias en su primera semana, significativamente más bajo de lo esperado por Columbia Records. Para impulsar las ventas de discos, la discográfica lanzó un segundo sencillo, "Where You Are", pero no pudo alcanzar el éxito de su predecesor "I Wanna Love You Forever". Mientras Sweet Kisses se mantuvo en el top 60 durante varias semanas, la empresa decidió hacer un último intento de lanzar el tercer sencillo del álbum. "I Think I'm In Love With You" fue lanzado en mayo de 2000, alcanzando el puesto N.º 25 en agosto de 2000. El álbum fue certificado 2x Platino por la RIAA. El álbum ha vendido alrededor de 2 millones de copias en los Estados Unidos, y más de 4 millones de copias en todo el mundo. Simpson fue nominada a tres Teen Choice Awards del 2000, donde se alzó con dos premios esa noche, poco después fue nominada a un American Music Awards en la categoría Mejor artista pop nuevo.
En 2000, Simpson comenzó a grabar el seguimiento de Sweet Kisses, con lo que Columbia considera más para la radio, y canciones más movidas. El rendimiento comercial de su álbum de debut Simpson llevó a revaluar su carrera ya que a pesar de que estaba disfrutando de un poco de éxito, ella sentía que podía mejorar en esto. Sintiendo que su imagen "inocente" dificultaría que su carrera se desarrollara aún más, Simpson adoptó una imagen más sexy y un sonido más moderno, a sugerencia de los ejecutivos de Columbia. El primer sencillo de este segundo álbum, "Irresistible", fue lanzado el 12 de abril de 2001. La canción recibió críticas generalmente negativas de los críticos musicales. En 2003, la canción ganó un Broadcast Music Incorporated (IMC) "Premio de la Música Pop". "Irresistible" se convirtió en un éxito comercial moderado, alcanzando el Top 20 en los Estados Unidos y en once países más. La canción fue certificado Oro por la Asociación de Música Australiana (ARIA). A finales de mayo de 2001 fue lanzado el álbum, Irresistible debutó en el N.º 6 en Billboard 200, con 127.000 de copias vendidas en su primera semana. Más tarde fue certificado Oro por la Asociación de la Industria de Grabación de América (RIAA) para la venta o envíos de 500.000 ejemplares o más. A la fecha, el álbum ha vendido 3 millones de copias en todo el mundo.
 En septiembre de 2001 fue lanzado el segundo sencillo, "A Little Bit", pero debido a los ataques de 11 de septiembre de ese año, fue cancelado la promoción del sencillo, al igual que no pudo completar las fechas de su primera gira como artista principal, DreamChaser Tour. Para julio de 2002, fue lanzado el primer recopilatorio remix, de la cantante This Is The Remix, vendiendo más de 600 mil copias en todo el mundo.

### 2003—2005: televisión, cine y éxito mediático

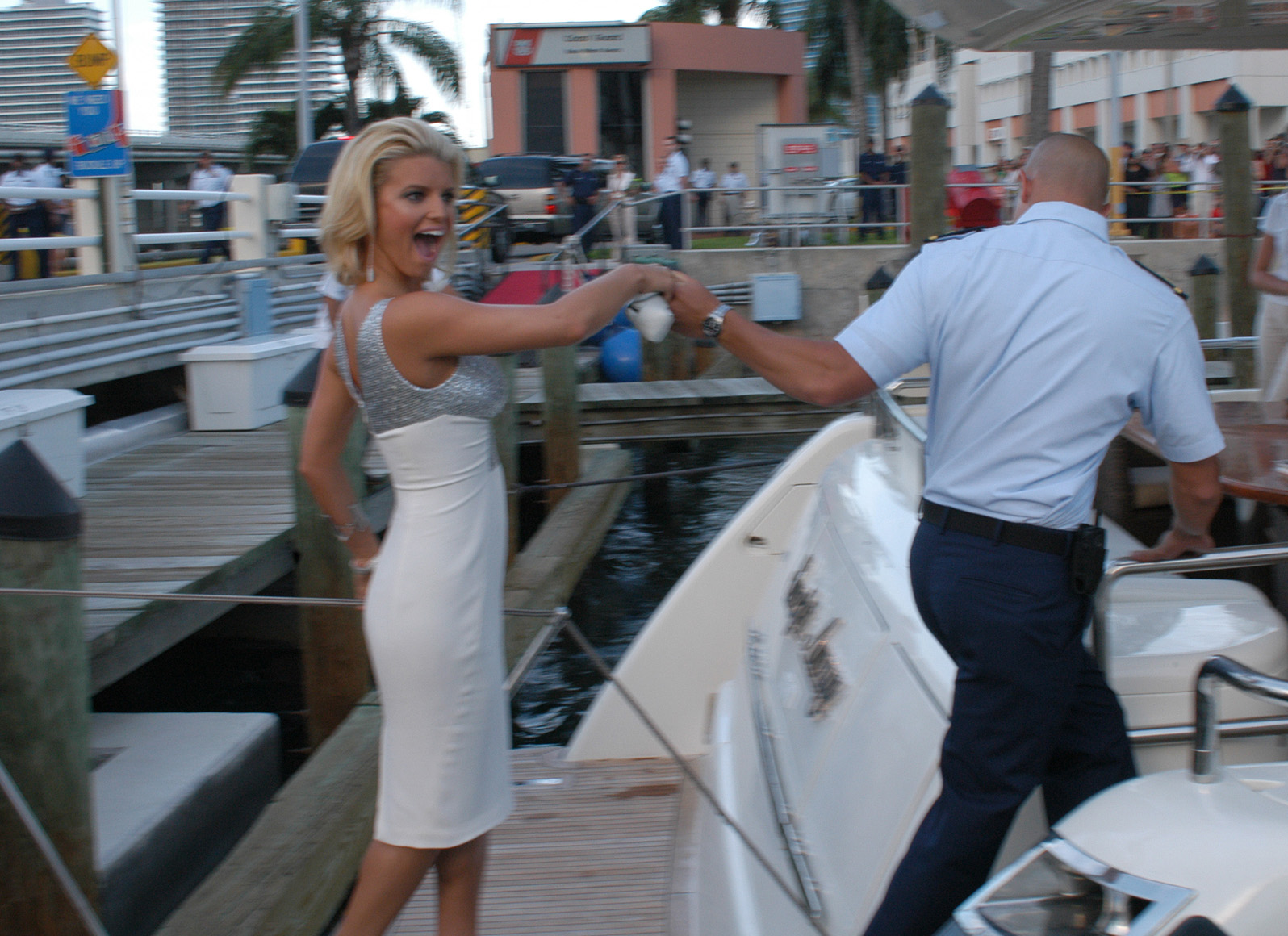
Jessica Simpson llegando a la entrega de los MTV Video Music Awards 2004, donde fue nominada dos veces por With You.

Tras el anuncio de su boda, se confirmó que Simpson y Lachey serían las estrellas del nuevo reality show Newlyweds: Nick and Jessica, el cual comenzó a emitirse en MTV. Newlyweds se convirtió rápidamente en un fenómeno de la cultura pop. Tras lograrse posicionarse en la industria musical del pop, a inicios de 2003 la cantante lanzó su tercer álbum de estudio, In This Skin el que de acuerdo a los críticos, reflejó la madurez que Simpson vivía en ese momento. Por su parte, la producción de In This Skin estuvo a cargo de Billy Mann, Andy Marvel, Keith Thomas y otros más.
La parte más importante de la promoción de In This Skin la conformaron sus cuatro sencillos: "Sweetest Sin", "With You", "Take My Breath Away"  y "Angels"; además de la gira musical nacional Reality Tour la que generó ganancias mayores a los $7 millones. Por su parte "With You" y "Take My Breath Away" consiguió asolar a la industria musical.
Con todo, In This Skin debutó en posición N.º 10 en la Billboard 200 de los Estados Unidos, donde se convirtió en el segundo consecutivo de la cantante en debutar dentro de Top 10. Poco después y debido al relanzamiento de álbum, este alcanzó la posición N.º 2, su más alta hasta ahora. En suma, In This Skin vendió más de 7 millones de copias alrededor del mundo, con más de 3.2 millones vendidas solo en los Estados Unidos, donde fue certificado tres veces de Platino por la RIAA. Aunque sus ventas fueron elevadas, éstas fueron superiores con respecto a las registradas por sus dos antecesores.
A finales de 2004, Simpson lanzó su cuarto álbum de estudio, Rejoyce: The Christmas Album, su primer álbum de Navidad. Se incluye un dúo con su hermana, Ashlee Simpson, en la canción "Little Drummer Boy". Además, también incluye otro dueto con Nick Lachey, esposo de Simpson en el momento, en "Baby, It's Cold Outside". Rejoyce fue certificado oro por la RIAA en enero de 2005. Por su parte, sus ventas mundiales se estiman en más de 1 millón de copias De álbum se extrajeron los sencillos "Let It Snow! Let It Snow! Let It Snow!" y "What Christmas Means To Me". En 2005 Newlyweds: Nick and Jessica ganó un  People's Choice Award en la categoría de Mejor reality show.
Tras ello, la cantante hizo su debut como actriz en The Dukes of Hazzard, interpretando a Daisy Duke. La película fue N.º 1 en la taquilla su primera semana y recaudó $30.7 millones en 3.785 pantallas. La película recoge finalmente 110,5 millones dólares en todo el mundo. Además contribuyó en la banda sonora de la película «These Boots Are Made for Walkin», canción original de Nancy Sinatra en 1966. La canción obtuvo un éxito masivo con ventas mundiales superiores a los 4 millones de copias. Por su parte, su video musical, dirigido por Brett Ratner, consolidó como un «ícono sexual» a Jessica Simpson, quien gracias a «These Boots Are Made for Walkin'» se segundo People's Choice Award.

### 2006—2009: asuntos públicos y música country

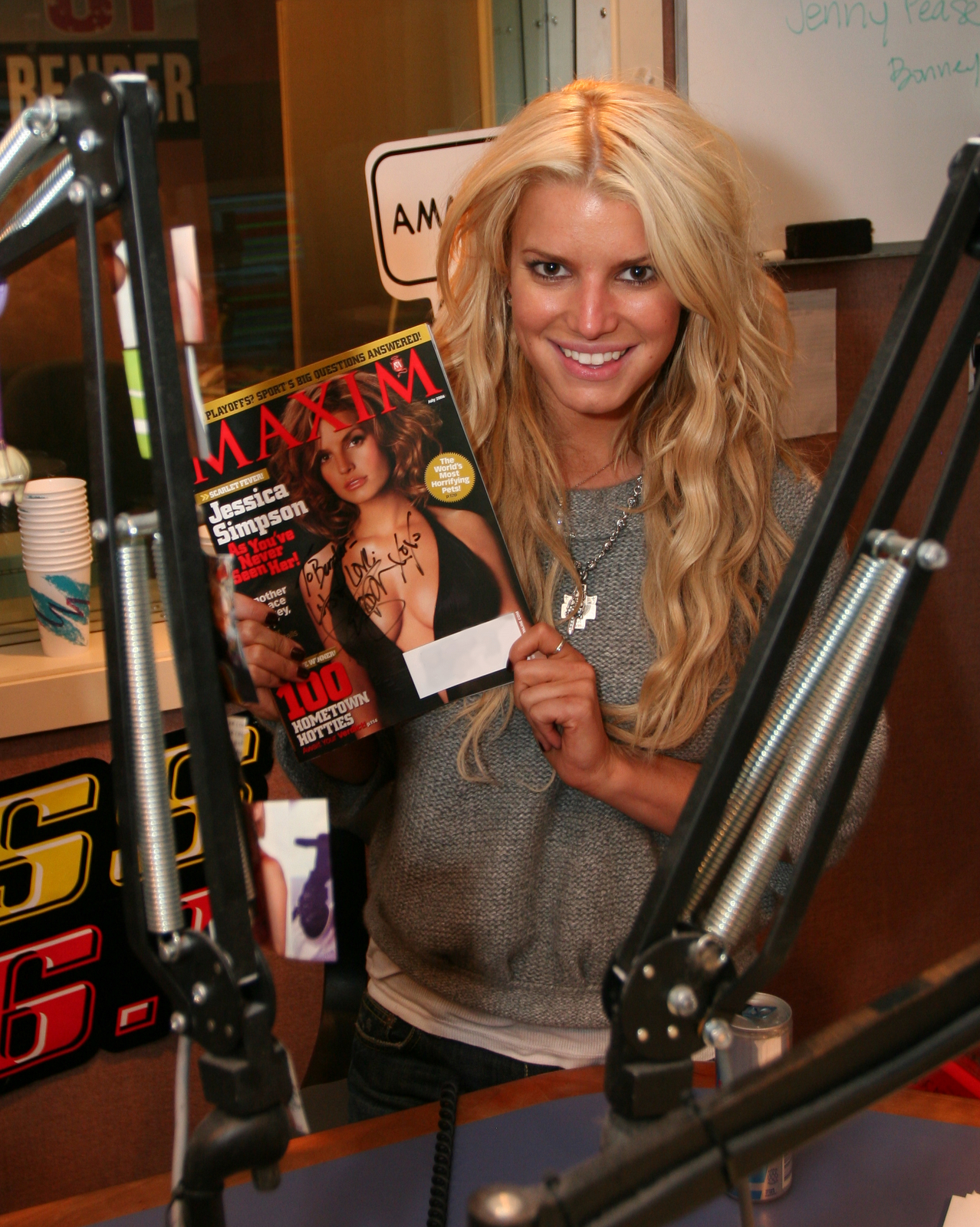
Jessica Simpson con un ejemplar de la revista Maxim.

Pese a los problemas personales de Simpson debido a su divorcio con Lachey, a finales del 2006, lanzó su quinto álbum de estudio, A Public Affair el que fue producido, en su mayoría, por el dúo Jimmy Jam & Terry Lewis y Lester Méndez. En el álbum Simpson se aventura en los géneros R&B, electropop y música disco.
Pese a la crítica mixta que obtuvo el álbum, fueron lanzado dos sencillos: «A Public Affair» y «I Belong To Me» de los cuales solo sobresalió el primero, por sus variados logros comerciales. De ellos, «A Public Affair»  alcanzó la posición n.º 14 de la Billboard Hot 100 de Estados Unidos y se alzó como el entonces cuarto sencillo mejor posicionado de Jessica Simpson en dicho ranking. Por su parte, en Estados Unidos el álbum debutó en la posición N.º 5 de la Billboard 200, vendiendo 500 mil copias y más de 1.5 millones de copias en todo el mundo. Finalmente, en el año 2007 fue certificado disco de oro por la RIAA. Cabe mencionar que el álbum fue el primer lanzamiento de Simpson bajo el sello Epic Records.
Simpson consigue su segundo protagónico con la película Employee of the Month,estrenada en octubre de 2006. Con malas críticas, la película recaudó 11,8 millones en su primer fin de semana. En diciembre de 2007, vuelve a coprotagonizó junto a Luke Wilson en su tercera película, Blonde Ambition, un fracaso en taquillas.
Con nuevos desafíos, Simpson lanzó su sexto álbum de estudio, Do You Know, en donde se aleja un poco de la música pop y se adentra en el género country, cuya producción reclutó a los prestigiosos en la música country, Brett James, John Shanks, Gordie Sampson, y Hillary Lindsey. La promoción del álbum involucró tres sencillos: «Come on Over», «Remember That» y «Pray Out Loud»: de los cuales el primero se alzó, con un éxito moderado en Billboard Country Songs. Su promoción también abarcó presentaciones en muchos festivales de la música country como Country Thunder Festival y Monterey County Fair. Con todo, debutó y figuró durante varias semanas entre los álbumes más vendidos, Top Country Albums, y alcanzó la posición N.º 4 en la Billboard 200. A nivel mundial vendió más de 500 mil de copias, con 300 mil vendidas solo en Estados Unidos.

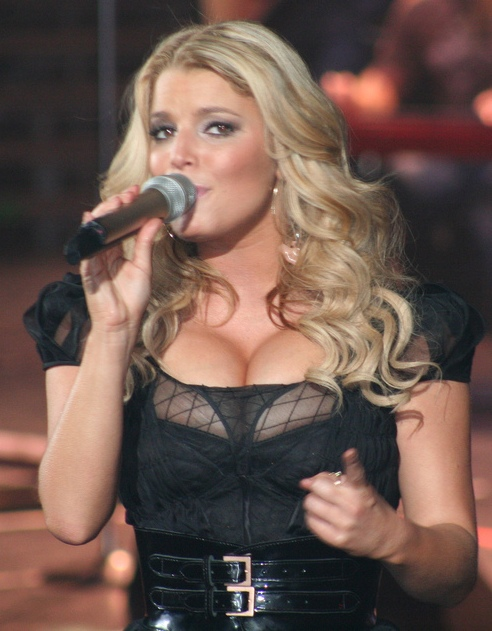
Jessica Simpson en 2009.

A finales de 2008 Simpson filma su última película hasta ahora, titulada Major Movie Star (más tarde rebautizada como Private Valentine: Blonde & Dangerous) y lanzada directamente en DVD el 3 de febrero de 2009. En marzo de 2010, fue lanzado «Who We Are», sencillo para promocionar el segundo reality de Simpson The Price Of Beauty.

### 2010—2019:Happy Christmas, recopilatorios, regreso al reality TV y enfoque en empresas comerciales
En octubre de 2010 Legacy Recordings, lanzó su primer álbum de grandes éxitos de Jessica titulado; Playlist: The Very Best of Jessica Simpson. Siendo este el último álbum lanzado por Simpson bajo la compañía Sony Music. Poco después se reveló que Jessica había firmado contrato discográfico, con Primary Wave Records propiedad de EMI.
En noviembre de 2010, la cantante lanzó su séptimo álbum de estudio, Happy Christmas, un álbum navideño, su segundo en general desde 2004, bajo la producción de The Dream y Tricky Stewart. El álbum debutó en la posición N.º 123 en la Billboard 200, convirtiéndose en la posición más baja de Simpson. Hasta ahora el álbum ha vendido solo 103 mil en los Estados Unidos y más de 300 mil a nivel mundial. El álbum tuvo como promocionar el programa "Jessica Simpson: Happy Christmas" transmitido a televisión abierto por Direct TV.
A inicios de 2011 Sony Music Camden, lanzó su segundo álbum recopilatorio de la cantante, Jessica Simpson: The Collection, solo en Europa y Asia, a modo de celebración de diez años de carrera. A mediados de este mismo año se dio a conocer que Simpson sería parte de un nuevo reality show, dedicado a la rama del diseño de modas, titulado Fashion Star, original de la cadena NBC. Inicialmente el programa iba a ser estrenado en el otoño de 2011, pero dedicado a causas desconocidas este saldría al aire en 2012. En marzo de 2012, es estrenado Fashion Star junto a Nicole Richie, Elle Macpherson y John Varvatos. Ese mismo año obtuvo una nominación a los Teen Choice Awards 2012 en la categoría de Choice TV: Female Personality.
El 8 de marzo de 2013, la segunda temporada de Fashion Star se estrenó en la NBC. El 27 de julio de 2013, NBC canceló Fashion Star después de dos temporadas. A finales 2013 VH1 clasificado a Simpson dentro de las "100 Artistas Más Sexy de Todos los Tiempos" en la posición N.º 32.
A inicios del mes de mayo de 2014, reveló en una entrevista para la cadena NBC, que deseaba volver a la música lo más pronto posible, y que ya estaba trabajando en ello, quiere crear un estudio de grabación en su casa para así poder estar cerca de sus hijos y al mismo tiempo hacer la música. En febrero de 2015 la revista InTouch Weekly reveló que Simpson empezaba a poner en marcha nuevamente su carrera musical, según la publicación; "El plan es lanzar un nuevo álbum grabado este año y salir de gira el siguiente año". A principios de 2016, se confirmó que Simpson estaba grabando el álbum, bajo la producción de Linda Perry.

### 2020-presente:Open Book, regreso a la televisión y nueva música
Simpson anuncio por su cuenta oficial de Instagram, el lanzamiento de un libro autobiográfico para el mes de febrero de 2020, titulado Open Book. Y con ello, la cantante lanzó seis nuevas canciones. En el libro, discutió temas como su matrimonio con Nick Lachey, su relación con el músico John Mayer, el abuso sexual que experimentó durante su infancia, la dependencia del alcohol y los fármacos, y la presión que sintió para perder peso, lo que le causó problemas de imagen.
En diciembre de 2020, Simpson anunció que había llegado a un acuerdo de derechos multimedia con los jefes de Amazon Prime Video, para dos proyectos, estilo series, uno de ellos, una nueva serie documental sin guion basada en su libro Open Book y el otro, una serie con guion, inspirada en estas memorias. La música de Jessica será un componente clave de la serie con guion y sin guion.
En noviembre de 2021, Simpson lanzó una versión de la canción de la banda de rock inglesa Nothing But Thieves, «Particles», marcando así su primer lanzamiento sencillo desde «My Only Wish» en 2010. El 29 de noviembre de 2023, Jessica Simpson fue honrada con el premio Icon en la 37.ª edición anual de los FN Achievement Awards.
Después de una pausa de 15 años, Jessica Simpson volvió a los escenarios y al estudio con un renovado enfoque artístico, impulsado por su reciente separación de Eric Johnson. En febrero de 2025, Simpson regresó a la música con "Use My Heart Against Me". El 21 de marzo de 2025, lanzó su primer EP Nashville Canyon, Part 1 marcó su retorno con sonidos country y letras introspectivas. Impactó con su actuación en la final de la temporada 23 de American Idol, interpretando «Blame Me» y haciendo un dueto con Josh King con la canción «These Boots Are Made for Walkin».
Simpson ha anunciado una presentación única en Las Vegas como parte de su regreso musical. El evento se llevará a cabo el 8 de noviembre de 2025 en PH Live del Planet Hollywood Resort & Casino, marcando una de sus pocas apariciones en vivo tras 15 años fuera del escenario.

### Capacidad vocal

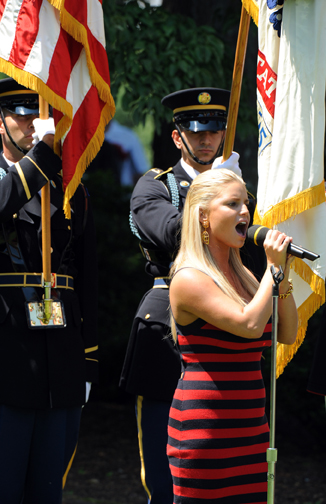
Jessica Simpson en la PGA

## Vida personal

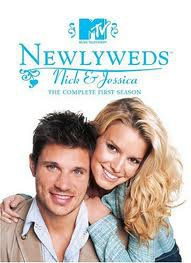
Nick Lachey, exesposo de Simpson.

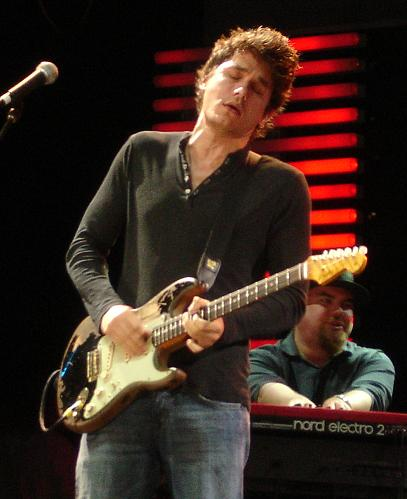
John Mayer exnovio de Simpson.